# 関谷洞窟
関谷洞窟（せきやどうくつ）は、岩手県大船渡市に所在する洞窟。考古遺跡を包含しており、この遺跡は岩手県指定の史跡であるが、所有は個人のもと指定が行われている。

## 概要
古生代シルル紀の約4億2千万年前から4億3千年前ごろに形成された石灰岩が侵食されてできた洞窟。
洞内の奥行きは1961年（昭和36年）の調査では93mの地点まで測量されている（以遠は不明）。洞窟内には地下水脈や地底湖も存在する。
この洞窟内には古代人の住居跡が存在したことが発掘調査から判明している。土器は縄文時代早期から弥生時代までが断続的に残存し、縄文晩期の層からは人骨も発見された。このほか貝類や獣骨も出土している。
1957年7月19日に「関谷洞窟住居跡」として県指定文化財に登録された。また三陸ジオパークのジオサイト（見どころ）に選定されている。